# لاورنس گونزی
لاورنس گونزی (انگلیسی: Lawrence Gonzi؛ زادهٔ ۱ ژوئیهٔ ۱۹۵۳) یک سیاست‌مدار اهل مالت است.